# Język czakma

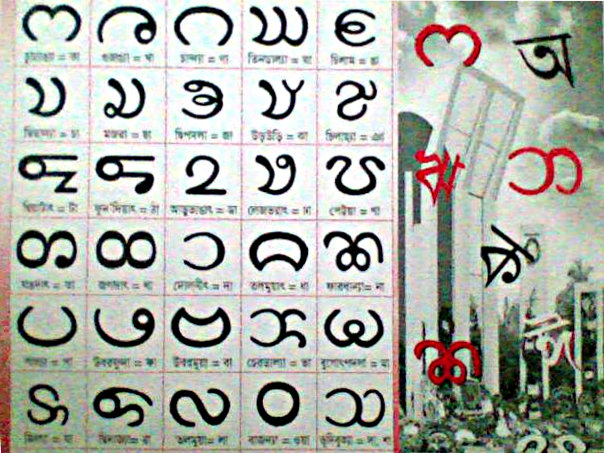
Język czakma jest używany przez ok. 400 tys. osób w Indiach.

Język czakma (changma kodha) – język indoaryjski używany przez 400 tys. osób w Indiach (stany Mizoram i Asam) oraz 150 tys. z grupy etnicznej Czakma w Bangladeszu. Blisko spokrewniony z językami bengalskim i asamskim. Tradycyjnie zapisywany był pismem czakma, obecnie najczęściej bengalskim.